# Estación Sierra Chica
Sierra Chica era el nombre que recibía una estación de ferrocarril ubicada en la localidad homónima, provincia de Buenos Aires, Argentina.

## Servicios
La estación era terminal del otrora Ferrocarril Provincial de Buenos Aires para los servicios interurbanos y también de carga hacia y desde La Plata. No opera servicios desde 1968.